# Книрик Андрій Володимирович
Андрі́й Володи́мирович Книрик (20.02.1977—29.05.2022) — старший сержант Збройних Сил України, учасник російсько-української війни, який загинув під час російського вторгнення в Україну.

## Життєпис
Народився 20 лютого 1977 року в м. Черкаси.
З 2017 року брав активну участь у бойових діях на території Донецької та Луганських областей.
Під час російського вторгнення в Україну в 2022 році був головним сержантом механізованого взводу 72-ї окремої механізованої бригади імені Чорних Запорожців.
29 травня 2022 року зазнав поранень, несумісних з життям, внаслідок танкового обстрілу позицій підрозділу поблизу селища Ниркове Луганської області. Похований у м. Черкасах.

## Нагороди
- орден «За мужність» III ступеня (2022) — за особисту мужність і самовіддані дії, виявлені у захисті державного суверенітету та територіальної цілісності України, вірність військовій присязі.[3].